# Canterhuis
Het Canterhuis is een historisch pand in de Brugstraat in de stad Groningen. Vermoedelijk dateert het uit de vijftiende eeuw, de huidige voorgevel is in de negentiende eeuw aangebracht. Het is, samen met het naastgelegen Gotisch Huis, tegenwoordig in gebruik bij het Noordelijk Scheepvaartmuseum.

## Bewoners
Het Canterhuis is genoemd naar de Groninger geleerde en advocaat Johannes Canter (Groningen, 1424 - Groningen, 1497), die hier vanaf de jaren 1470 woonde met zijn vrouw Abele en zijn kinderen Jacobus, Andreas, Ursula en Ghebbe. Volgens overlevering werd door alle leden van de huishouding, inclusief het dienstmeisje, Latijn gesproken. De zoons werden bekende geleerden: Jacobus Canter werd dichter en priester en vertaalde onder andere Petrarca's De Secreto. Bovendien raakte hij bevriend met Desiderius Erasmus. Andreas Canter was al op zijn tiende doctor in de rechten en werd om die reden in 1472 door Keizer Frederik III uitgenodigd om naar Wenen te komen. Op reis naar de keizer zou hij in 1473 zijn overleden.
Ook de dochters waren geleerd. Ursula Canter werd door de humanist Johannes Butzbach in zijn De Illustribus Mulieribus een ´wonder der wereld´ genoemd. De Koelhoffsen Kroniek vermeldde dat haar Latijn zeer ´kunstig´ en ´sierlijk´ was. Haar broer Jacob droeg zijn eerste werk, de Probae faltoniae centones (1489) aan haar op. Zelf heeft zij geen werk nagelaten. Ghebbe Canter was net zo geleerd als Ursula en werd later non in het klooster Yesse in de buurtschap Essen bij het Groningse Haren. Ook aan haar droeg Jacob Canter een werk op, namelijk zijn Epistola (1489).